# Psychologiegeschichtliches Forschungsarchiv

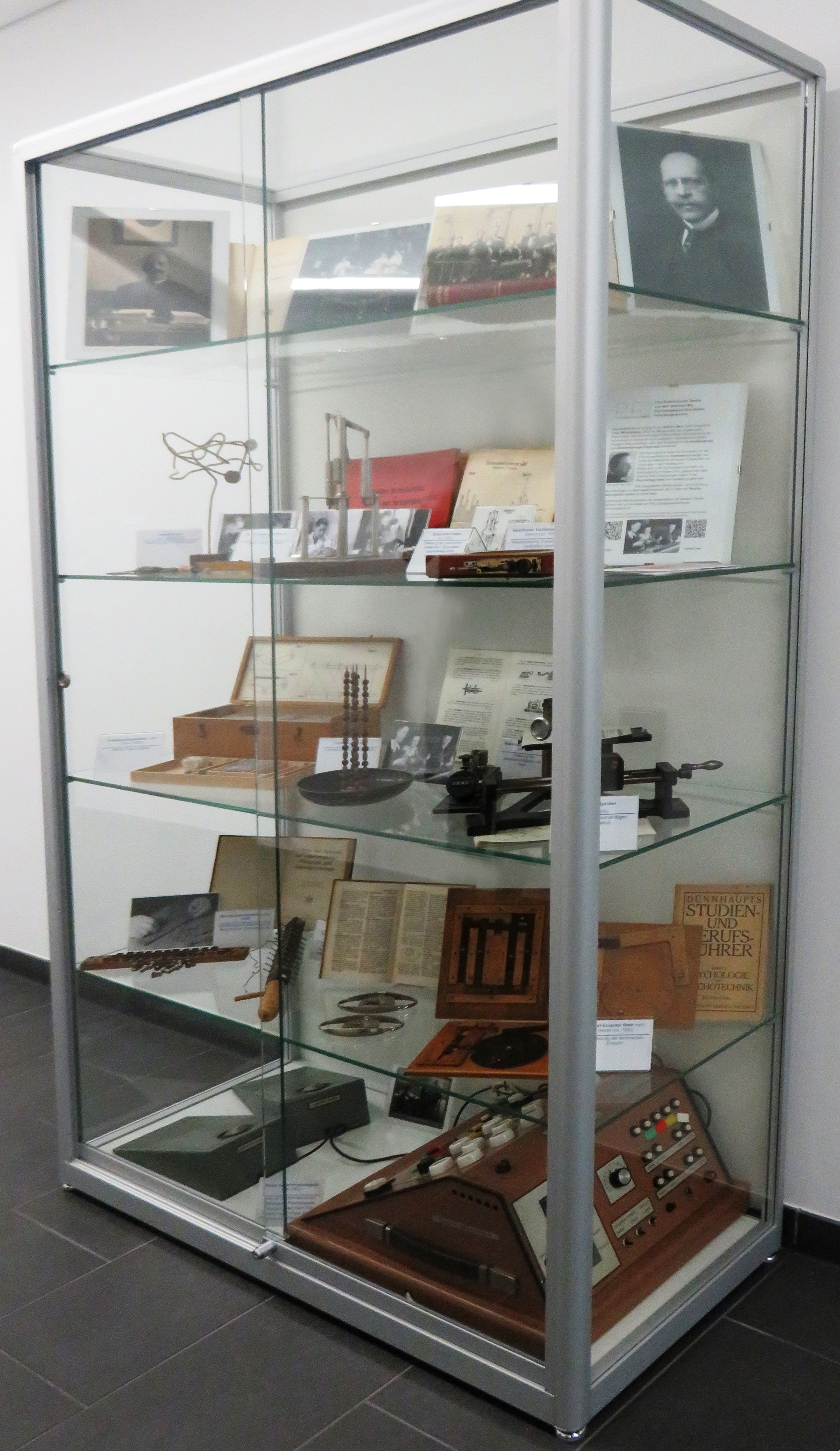
Vitrine des PGFA im KSW-Gebäude der Fernuniversität in Hagen

Das Psychologiegeschichtliche Forschungsarchiv (PGFA) ist eine wissenschaftliche Einrichtung der Fernuniversität in Hagen. 
Es dient der Forschung, insbesondere der Erforschung der Geschichte der Psychologie und ihrer Nachbardisziplinen. Archiviert werden psychologiegeschichtliche Dokumente, wie Nachlässe von wissenschaftlich und praktisch arbeitenden Psychologinnen und Psychologen, Schenkungen, Briefwechsel und andere Dokumente. Hierzu gehören Apparate, Tests, Tondokumente, Filme und Fotos. Das Archiv bewahrt natürlich auch Vorlesungen, Vorlesungsmitschriften, Manuskripte und Dokumente zur Verbands- und Öffentlichkeitsarbeit. Durch die Erfassung, möglichst auch Digitalisierung, und wissenschaftliche Bearbeitung dieser Dokumente soll dazu beigetragen werden, die Geschichte der deutschen Psychologie – besonders zur Zeit des Nationalsozialismus und den Jahrzehnten nach 1945 – aufzuarbeiten.
Biographische, gesellschaftliche und politische Faktoren, die für die Entwicklung der Psychologie eine Rolle spielten, werden auf diese Weise durch Primärquellen belegt. Einige Bestände ergänzen sich gegenseitig durch inhaltliche Entsprechung der Tätigkeiten der Personen und durch soziale Netzwerke (Wehrmachtpsychologie, Berufsberatung, Forschung, Lehre).
Das Archiv wird seit 2015 schrittweise in das Universitätsarchiv  eingegliedert und ist daher nicht frei zugänglich. Aus diesem Grund sollen vor allem die häufiger verwendeten Dokumente digitalisiert zur Verfügung gestellt werden.

## Geschichte
Das Archiv wurde 1998 durch Helmut E. Lück begründet. Durch Bleibeverhandlungen erhielt er die Zusage zur Gründung des Archivs an der FernUniversität sowie Mittel zum Ankauf von Dokumenten. Mit Lücks Emeritierung im Jahr 2007 übernahm sein Amtsnachfolger, Stefan Stürmer, die Leitung des Archivs. 

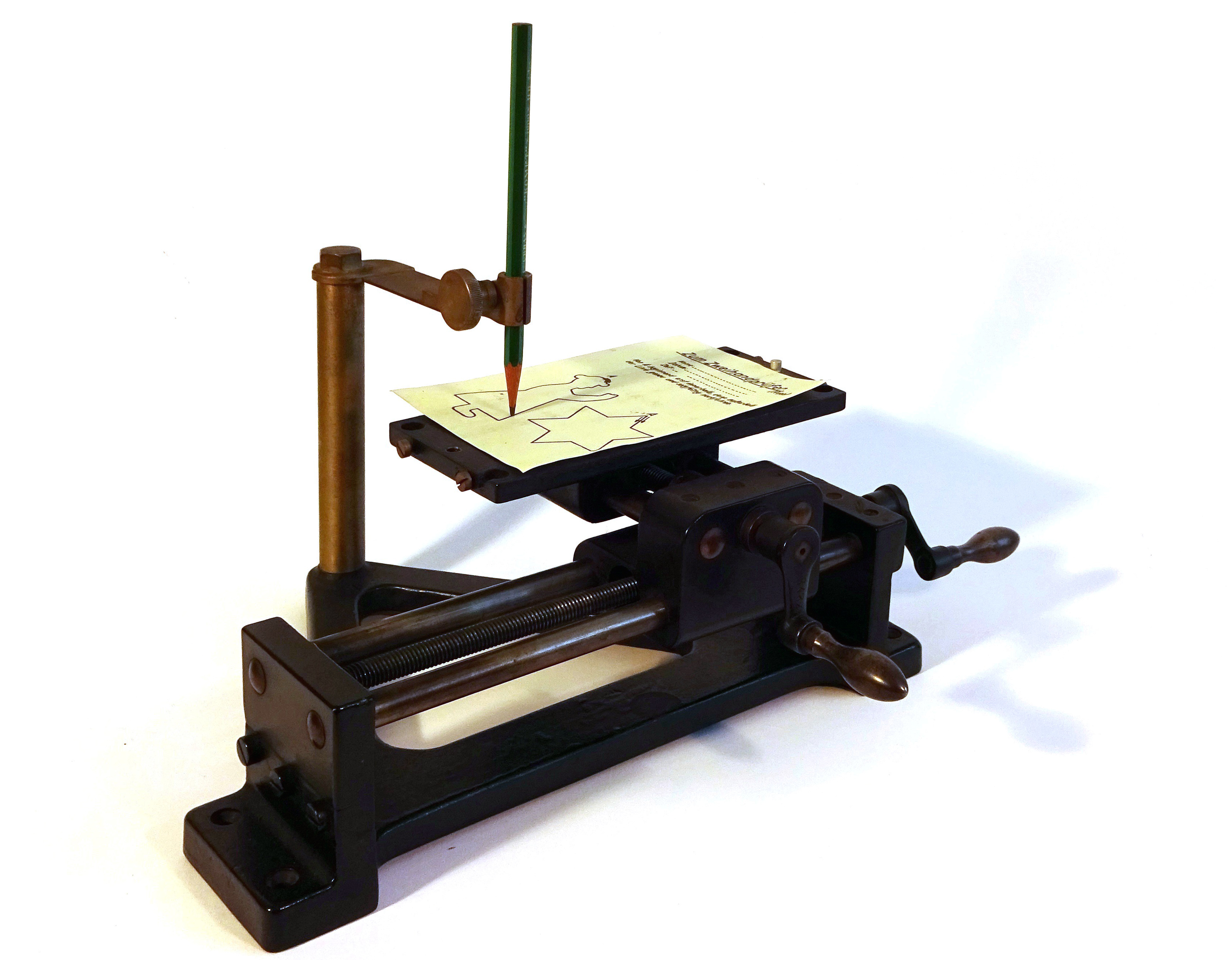
Zweihandprüfer aus dem Bestand des PGFAs

## Bestände
Das Psychologiegeschichtliche Forschungsarchiv wächst stetig durch Ankäufe und Schenkungen. Es umfasst vor allem personenbezogene Bestände (Nachlässe) (Stand Juli 2016): Johannes Abresch, Hans Anger, Julius Bahle, Walter Betzendahl, Wolfgang Bringmann, Friedhelm Burkardt, Gert Heinz Fischer, Karl Groos, Karl Hackl, Fritz Heider, Theo Herrmann, Erich Jaensch, Alfred Katzenstein, Robert Kirchhoff, Karl Krall, Alfred Lang, Wilhelm Lejeune, Kurt Lewin, Willy Lindstaedt, Karl Mierke, Hugo Münsterberg (digitalisiert), Ludwig J. Pongratz, Leonhard von Renthe-Fink,  Manfred Sader, Max Simoneit (digitalisiert), Gustav Spengler, Carl Stumpf, Ernst Timaeus und Johannes Volkelt. Im Psychologiegeschichtlichen Forschungsarchiv befinden sich Schenkungen von Gerhard Kaminski und Ulfried Geuter.

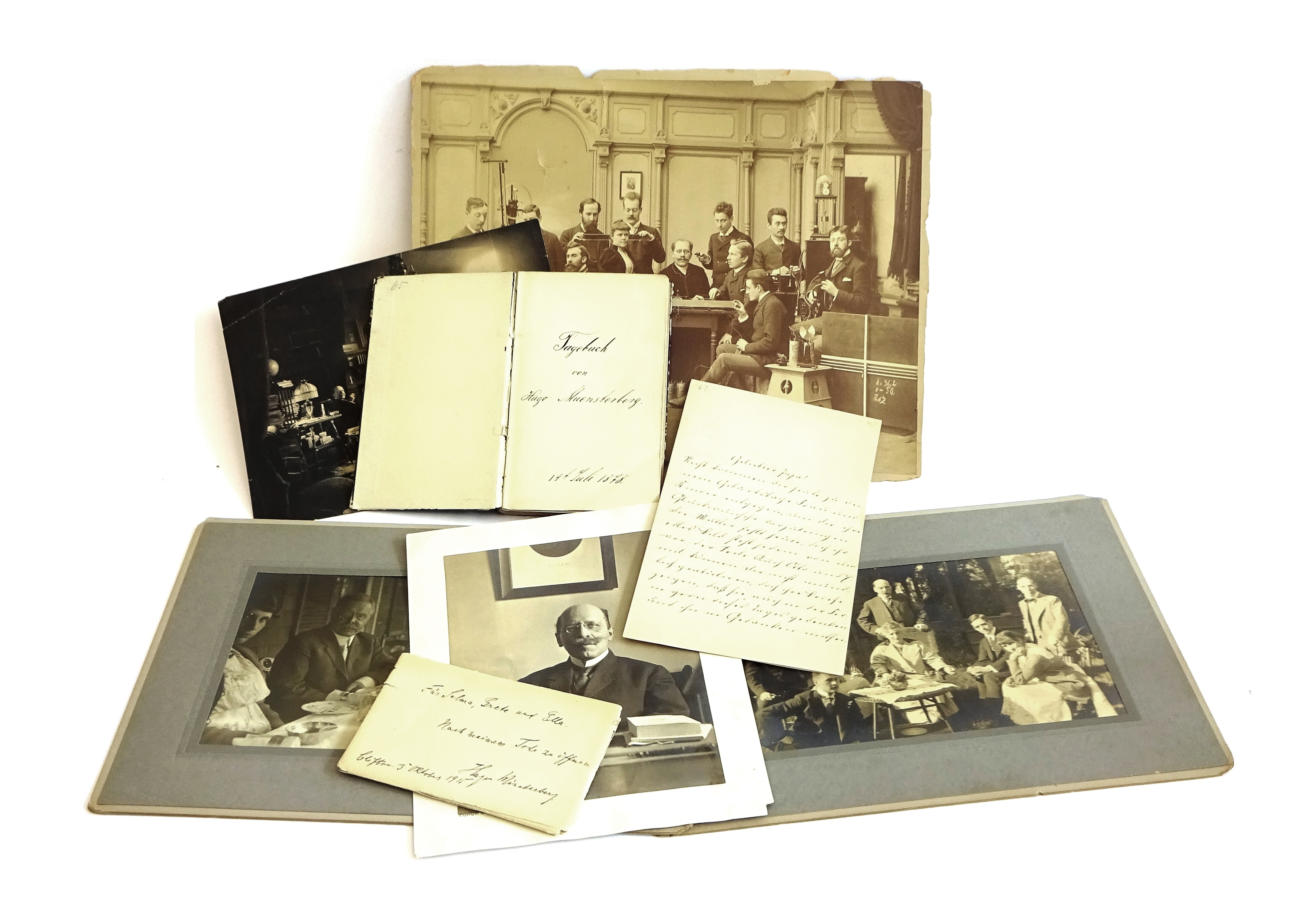
Arrangement mit Archivalien aus dem Nachlass von Hugo Münsterberg des PGFAs

Zudem enthält das Archiv einige  psychotechnische Geräte und zahlreiche ältere Tests.

## Nutzung
Das Archiv hat eine Satzung und eine Benutzungsordnung. Es dient ausschließlich wissenschaftlichen Zwecken. Die Leitung des Archivs hat Stefan Stürmer.